# 劉卬
劉卬（？—前154年），西漢齊悼惠王劉肥諸子之一，受封膠西王。

## 生平
漢景帝時，晁錯上書削藩，漢景帝同意，而劉卬因為賣爵有舞弊行為，被削奪膠西国六縣另立北海郡。西元前154年，吳王劉濞欲反叛，聽說膠西王劉卬勇敢，喜好兵法，諸侯都怕他，於是派中大夫應高勸說劉卬反叛。劉卬答應，之後便参加七國之亂。後劉卬眼看亂事被破在即，遂自殺。

## 註解
1. ↑  《汉书》卷五：膠西王卬、楚王戊、趙王遂、濟南王辟光、菑川王賢、 膠東王雄渠皆自殺。